# Marija Bruce
Marija Bruce (eng. Marjorie Bruce, Marjorie de Brus) (?, oko 1296. - ?, 2. ožujka 1316.), škotska princeza iz dinastije Bruce i supruga velikog namjesnika Škotske, Waltera Stewarta. Preko tog braka, obitelj Stuart je 1371. godine naslijedila škotsko prijestolje, jer njen brat, David II. nije ostavio muškog nasljednika.
Rodila se kao jedino dijete iz prvog braka, škotskog kralja Roberta I. Brucea († 1329.) i njegove supruge Izabele od Mara († 1296.). Majka joj je umrla uskoro nakon poroda, a njen otac se ponovno oženio šest godina kasnije s Elizabetom od Burgha. Godine 1306. njen otac je postao škotski kralj pod imenom Robert I., a ona škotska princeza.
Poslije Robertova poraza u bitci protiv Engleza, u lipnju 1306. godine, Marija i njena maćeha Elizabeta te Robertove sestre, poslane su na sigurno mjesto. Međutim, putem su ih napali i uhvatili Englezi. Marija je zatočena u samostanu i ostala je pritvorena sve do 1314. godine, kada ju je, nakon bitke kod Bannockburna, oslobodio i pustio engleski kralj Eduard II. (1307. – 1327.), u zamjenu za zarobljene engleske plemiće.
Iste godine, kralj Robert I. dao je Mariju za ženu, Walteru Stewartu, velikom namjesniku, koji se istaknuo junaštvom u bitci kod Bannockburna. Iz tog braka, rodio se dvije godine kasnije, Robert, prvi škotski kralj iz dinastije Stuart.